# آیزاک فلورنتین
آیزاک فلورنتین (به انگلیسی: Isaac florentine) (به عبری: יצחק פלורנטין؛ زادهٔ ۲۸ ژوئیهٔ ۱۹۵۸) یک کارگردان فیلم اسرائیلی تبار است. او بیشتر برای کار در فیلم‌های رزمی و اکشن‌، و همکاری با اسکات ادکینز یعنی شکست‌ناپذیر ۲ (۲۰۰۶)، نینجا (۲۰۰۹)، شکست‌ناپذیر ۳ (۲۰۱۰)، نینجا: سایه یک قطره اشک (۲۰۱۳) و محدوده نزدیک (۲۰۱۵) شناخته شده است. فلورانتین مدرک خود را در رشته فیلم و تلویزیون از دانشگاه تل آویو به پایان رساند.

## زندگی شخصی
فلورنتین در طول دوران کودکی خود در اسرائیل به طور مرتب از سینماهای محلی دیدن می‌کرد و از سرجیو لئونه و بروس لی به عنوان بزرگترین بت‌های خود و تأثیرات بعدی فیلم خود نام می‌برد. او در جوانی خدمت اجباری را در ارتش اسرائیل به مدت سه سال به پایان رساند و سپس در دانشگاه تل آویو در رشته فیلم و تلویزیون تحصیل کرد. او همچنین از دوران کودکی خود در هنرهای رزمی آموزش دید و جودو و کاراته را از سبک‌های کیوکوشین، شیتو-ریو و گوجو-کای آموخت و در سال ۱۹۷۸ آموزش کاراته را آغاز کرد و قبل از افتتاح مدرسه خود در سال ۱۹۷۹، جایی که او نیز به طور منظم تا به امروز تمرین می‌کند. در حالی که در دانشگاه تحصیل می‌کرد، اولین فیلم کوتاه خود را به نام «خداحافظ نابودگر» (۱۹۸۷) به پایان رساند که به ویژه هفت جایزه در جشنواره فیلم مغربی به دست آورد.

## فیلم‌شناسی

### کارگردان و تهیه کننده
- کیک بوکسور بیابانی (۱۹۹۲) - Desert Kickboxer
- ساواته (۱۹۹۵) - Savate
- ولتاژ بالا (۱۹۹۵) - High Voltage
- پل اژدها (۱۹۹۹) - Bridge of Dragons
- نیروهای ویژه (۲۰۰۳) - Special Forces
- نفرین اژدها (۲۰۰۴) - Max Havoc: Curse of the Dragon
- شکست‌ناپذیر ۲ (۲۰۰۶) - Undisputed II
- گشت مرزی (۲۰۰۸) - The Shepherd: Border Patrol
- نینجا (۲۰۰۹) - Ninja
- شکست‌ناپذیر ۳ (۲۰۱۰) - Undisputed III
- گلوله قاتل (۲۰۱۲) - Assassin's Bullet
- نینجا: سایه یک قطره اشک (۲۰۱۳) - Ninja: Shadow of a Tear
- محدوده نزدیک (۲۰۱۵) - Close Range
- شکست‌ناپذیر ۴ (۲۰۱۶) (فقط تهیه‌کننده فیلم) - Boyka: Undisputed [۷][۸]
- بازی انتقام (۲۰۱۷) - Acts of Vengeance
- ۲۱۱ (۲۰۱۸) (فقط تهیه‌کننده فیلم) - 211
- گروگان (۲۰۲۰) - Seized
- سگ‌های جنگی (۲۰۲۴) - Hounds of War
- آتش جهنمی (۲۰۲۵) - Hellfire
- آخرین مبارزه (۲۰۲۶) - one last fight